# Chiropterotriton infernalis
Espèce
Chiropterotriton infernalis est une espèce d'urodèles de la famille des Plethodontidae.

## Répartition
Cette espèce est endémique du Tamaulipas au Mexique. Elle se rencontre à Hidalgo vers 1 920 m d'altitude dans des grottes du système Purificación.

## Description
Le mâle holotype mesure 91,2 mm de longueur totale dont 39,3 mm de longueur standard et 51,9 mm de queue.

## Publication originale
- Rovito & Parra-Olea, 2015 : Two new species of Chiropterotriton (Caudata: Plethodontidae) from northern Mexico. Zootaxa, no 4048(1), p. 57–74.